# Castelo de Piria
O Castelo de Piria (em castelhano:  Castillo de Piria) é uma monumental construção uruguaia construída como residência particular de Fernando Juan Santiago Francisco María Piria de Grossi, mais conhecido como Francisco Piria, empresário famoso pela criação do balneário de Piriápolis. Está localizado bem próximo à cidade, no departamento de Maldonado, no sudeste do Uruguai. Tornou-se um museu pertencente à prefeitura de Maldonado, sob o nome de Museo Parque Municipal Castillo Francisco Piria. É visitado por muitos turistas durante todo o ano.

## História
Em 1889, o rico empresário Francisco Piria fez uma viagem à Europa, o que o inspirou na exploração turística da costa uruguaia. Ao retornar ao Uruguai, ele imediatamente embarcou em uma excursão pela então costa leste.
«...no dia seguinte chegamos ao Pan de Azúcar, algumas horas depois visitamos a praia do que se chama Puerto del Inglés. Tínhamos viajado metade da Europa, visitando a maioria dos seus balneários, as suas montanhas, florestas, vales, locais de veraneio e lazer, visto tantas belezas, os imensos tesouros, e ainda assim aquele recanto encantador nos cativou. Ver aquela cidade e apaixonar-nos por ela foi a mesma coisa. Um mês depois, a escritura de compra foi assinada».
No início de 1890, ele comprou 2.700 hectares dessas terras dos herdeiros do general Leonardo Olivera, estendendo-se do cerro Pan de Azúcar até o rio da Prata, que neste local tem águas marinhas.
A administração de seu Establecimiento Agronómico decidiu construí-lo em "La Central" (hoje "Quebradas del Castillo"). Nesses campos, ele cultivou azeitonas, castanhas, tabaco e uvas.
Em 1894, iniciou a construção de uma grande residência particular em sua propriedade — o Castillo — onde ele e sua família viveriam. O projeto foi feito pelo engenheiro Aquiles Monzani. Após anos de trabalho, ele finalmente inaugurou o castelo em 17 de agosto de 1897.
Após a morte de Francisco Piria, a propriedade passou para Carmen Piria — que teria sido sua filha ilegítima — que morava em uma casa em uma colina atrás das vinícolas, que está em ruínas desde 2012.
Posteriormente, em 1975, o castelo foi vendido para a família Comas Amaro e tornou-se um salão de dança administrado pelo artista plástico Carlos Páez Vilaró sob o nome de "La Boite de los Espectros". Finalmente, em 1980, foi adquirido pela intendência municipal de Maldonado, que o restaurou — deixando-o em excelentes condições — e o converteu em um museu municipal, permanecendo responsável por sua administração a partir de então. Foi usado como residência presidencial — embora não tenha recebido nenhum presidente — e como local para eventos culturais, como o Congresso Anual de Poesia.

## Características
Este castelo é um testemunho do gosto refinado de seu habitante original.
ParqueO acesso ao castelo se dá por um caminho ladeado por palmeiras-das-Canárias, que atravessa um extenso parque composto por uma grande variedade de espécies exóticas de árvores ornamentais, incluindo exemplares excepcionais da dragoeira-das-Canárias (Dracaena draco). Espalhadas por toda parte estão muitas obras de arte, com uma profusão de simbolismo alquímico, ânforas, pelicanos, fontes, um Cristo Redentor e inúmeras obras de terracota de Tomaso Airaghi e estátuas. Entre estas, destaca-se uma estátua de bronze de Giovanni Di Bologna: "Mercurio en descanso", uma réplica exata da original, representando o mensageiro dos deuses, Mercúrio, encontrada durante as escavações em Herculano. Também no parque há um mirante em imitação de madeira, um vagão que pertenceu ao trem de Piria e os outros componentes do complexo, que, além da casa principal, inclui uma casa de hóspedes, adegas — em condições muito precárias — e estábulos.
Forma, estilo e fachadaA arquitetura deste edifício combina os estilos renascentista e medieval, e lembra as villas italianas do final do século XIX e início do século XX. Possui formato retangular, encimado nos cantos por torres circulares semi-separadas do edifício.
O edifício assemelha-se a um castelo ameado, com paredes de tijolos e dois andares. Também possui um porão, mas não é aberto ao público. Piria instalou ali seu laboratório de alquimia.
A entrada principal é ladeada por colunas de granito cinza — como todo o pedestal do edifício — extraídas do cerro Pan de Azúcar. O portão esculpido nesta entrada apresenta galgos de terracota em ambos os lados.
TérreoAqui, encontra-se exposta uma coleção de objetos pertencentes a Francisco Piria: fotografias murais, folhetos, brochuras, documentos, etc. Os cômodos principais são particularmente notáveis, tendo sido delicadamente decorados com papéis importados, predominantemente dourados. As molduras eram feitas de gesso revestido com folha de ouro. Os pisos eram de pinho-piche.
Nível superiorO acesso é feito apenas por guia, por uma escadaria de granito cinza, obra de mestres pedreiros trazidos da Europa por Piria. Cada cômodo era decorado em um estilo diferente. Ele escolheu móveis no estilo Luís XV. Em exposição, obras de arte, armas e utensílios pertencentes ao proprietário original; tudo veio da Europa e foi importado diretamente. Um cômodo é o salão do barbeiro; outro exibe uma coleção de trajes de banho do auge do Argentino Hotel; e o salão central abriga vitrines de artefatos do Piriápolis Hotel. Também possui enormes varandas florentinas com vistas panorâmicas da paisagem campestre típica do Uruguai, da cidade de Piriápolis e do cerro Pan de Azúcar.

## Vinícola de Piria

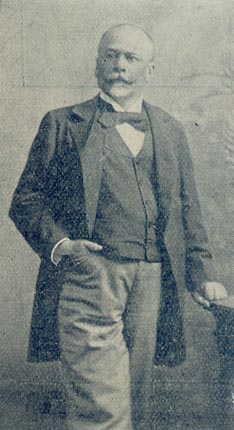
Francisco Piria em 1900.

Do outro lado da Ruta 37, e em frente ao castelo, fica a "Bodega de Piria", onde são produzidos os "vinhos de Piriápolis".
Em 1890, quando Piria adquiriu esses campos, decidiu construir uma vinícola utilizando videiras importadas da Itália e da França, produzindo assim um vinho com características próprias e um licor que mais tarde chamaria de cognacquina.
Em 1896, a produção de vinho da vinícola não só abastecia o incipiente povoado de Piriápolis, como também permitia sua exportação.

## Localização
Está localizado no município de Piriápolis, próximo ao cerro Pan de Azúcar, que, com 389,5 m acima do nível do mar, é um dos mais altos do país.
Está localizado nas coordenadas: 34°49'43.27"S 55°15'6.03"O; a 370 metros de um desvio para leste da Ruta Nacional 37, e a 5 km das praias do balneário de Piriápolis, acessível pela rambla de los Argentinos pela Avenida Artigas, que se estende até a Ruta 37. Está localizado 4,7 km ao sul do quilômetro 86 da Ruta Interbalnearia. Também fica próximo à cidade de Pan de Azúcar.

## Serviços e programas culturais
Este museu oferece visitas guiadas e atividades educativas. Devido à sua proximidade com Piriápolis e Punta del Este, é visitado durante todo o ano por turistas do mundo todo, além de estudantes do ensino básico e secundário de todo o Uruguai.
O horário de funcionamento é de terça a domingo, das 10h às 18h, com entrada gratuita.